# Arielle Kebbel
Arielle Caroline Kebbel (Winter Park, Florida, 19. veljače 1985.) je američka filmska i televizijska glumica. Najpoznatija je po ulogama u filmovima Grudge 2 i Nepozvani.

## Životopis
Rodila se na Floridi. Maturirala je sa sedamnaest godina u dopisnoj školi u Crenshaw i uskoro se odselila u Los Angeles.
Po dolasku u Los Angeles, dobila je prvu važniju ulogu Lindsay Lister u seriji Gilmorice, a glumila je i u serijama poput Grounded for Life, Zakon i red: Odjel za žrtve, CSI, CSI: Miami i Sutkinja Amy. Imala je zapaženiju ulogu u filmu Američka pita: Band Camp (2005.), a 2006. pojavila se u horor filmu Grudge 2.
Godine 2008. odglumila je glavnu ulogu doktorice Catherine Thomas u hororu Freakdog, a 2009. glumila je Alex u horor trileru The Uninvited.

## Model
- Godine 2002. bila je sudionica na natjecanju za Miss Florida Teen USA.[1]
- Kebbel se slikala za Maxim.
- Godine 2005. nalazila se na #95. Maximovog popisa 100 najljepših žena.[2]
- Godine 2008. bila je nominirana na #54 u hrvatskom izdanju FHM časopisa u izboru "100 najzgodnijih žena na svijetu 2008.
- Ocijenjena je kao #48 u Maximovoj listi 100 najzgodnijih žena za 2009.

## Filmografija
| Godina | Film                                        | Uloga            | Bilješke |
| ------ | ------------------------------------------- | ---------------- | -------- |
| 2004.  | Soul Plane                                  | Heather Hunkee   |          |
| 2005.  | The Kid & I                                 | Arielle          |          |
| 2005.  | Američka pita: Band Camp                    | Elyse Houston    |          |
| 2005.  | Dirty Deeds                                 | Alison           |          |
| 2005.  | Reeker                                      | Cookie           |          |
| 2005.  | Be Cool                                     | Robin            |          |
| 2006.  | Daydreamer                                  | Casey Green      |          |
| 2006.  | Outlaw Trail: The Treasure of Butch Cassidy | Ellie            |          |
| 2006.  | Grudge 2                                    | Allison Flemming |          |
| 2006.  | John Tucker Must Die                        | Carrie Schaeffer |          |
| 2006.  | Aquamarine                                  | Cecilia Banks    |          |
| 2006.  | The Bros.                                   | Kim              |          |
| 2008.  | Forever Strong                              | Emily            |          |
| 2008.  | Freakdog aka Red Mist                       | Catherine Thomas |          |
| 2009.  | Nepozvani                                   | Alex Ivers       |          |
| 2011.  | The Brooklyn Brothers Beat the Best         | Chloe            |          |
| 2011.  | Mardi Gras                                  | Lucy             |          |